# أرنولد كيفر
أرنولد كيفر (بالفرنسية: Arnold Kieffer)‏ هو لاعب كرة قدم لوكسمبورغي، ولد في 30 سبتمبر 1910 في نيديركورن في لوكسمبورغ، وتوفي في 28 يونيو 1991 في Differdange ‏ في لوكسمبورغ.

## وصلات خارجية
- أرنولد كيفر على موقع الاتحاد الدولي (مؤرشف)  (الإنجليزية)
- أرنولد كيفر على موقع قاعدة بيانات كرة القدم.إي يو (الإنجليزية)
- أرنولد كيفر على موقع عالم كرة القدم.نت (الإنجليزية)
- أرنولد كيفر على موقع أوليمبيديا (الإنجليزية)